# Barnes Rugby Football Club
O Barnes Rugby Football Club, também conhecido como Barnes Club, é um clube de rugby e que segundo algumas fontes, pode ser considerado o clube mais antigo de qualquer código do futebol. O clube, de Barnes em Londres, também teve um papel importante nos anos iniciais do futebol associação, e foi um dos times a participar do primeiro jogo de futebol. 

## Anos iniciais
Relatos da data de fundação do clube são contraditórios: registros de clubes dizem 1839, enquanto outras fontes dão crédito ao notável membro do clube Ebenezer Cobb Morley em 1858 ou 1862.
O registro da primeira partida de futebol com as atuais regras é de 19 de dezembro de 1963 entre o Richmond F.C. e o time de Morley, o Barnes e a partida acabou empatada.
O Barnes Club foi um membro fundador da Football Association e Morley é frequentemente é chamado de "pai da Football Association". No dia 19 de dezembro de 1863, Barnes participou da primeira partida sob regras da FA, novamente contra Richmond. Também participou da primeira FA Cup e continuou participando até a edição de 1885-1886. Os três primeiros secretários da FA eram membros do Barnes.
Dos "únicos e originais" clubes formadores da Football Association o Barnes Club é o único através dos tempos que foi um membro ativo e fiel da Football Association. Isso é um fato histórico. (Geoffrey Green, The History of The Football Association, The Naldrett Press, London, (1953); p.428.)

## Era moderna
Por muitos anos o clube jogou no Harrodian Club até mudar-se para o Barn Elms em 1887.
Barnes RFC tem subido de divisão oito vezes desde que esteve na Surrey Division Three em 1987. O primeiro quinze titular jogará em 2009/2010 na liga National Division 2 South.